# Джеймс Дойл
Джеймс Вільям Едмунд Дойл (22 жовтня 1822 — 3 грудня 1892) — антиквар та ілюстратор. Син Джона Дойла; мав офіційний титул барона Англії 1886, брат Річарда Дойла і дядько Артура Конан Дойла. 12 лютого 1874 одружився з Джейн Генрієтою Хокінс у Лондоні.
Найвидатнішою роботою вважають 81 ілюстрації до «Хронік Англії» (A Chronicle of England, B.C. 55-A.D. 1485).